# Paul Hudak

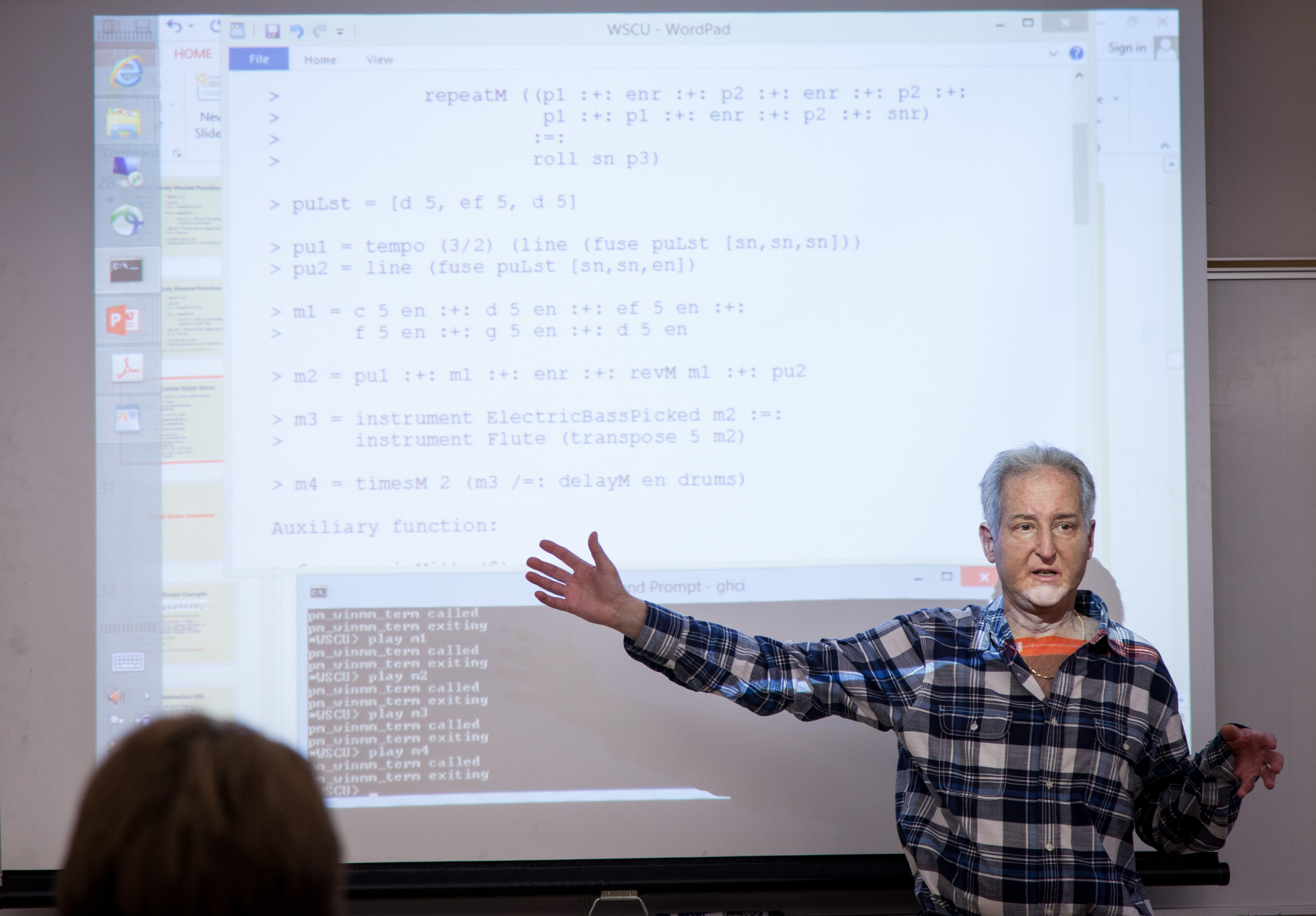
Paul Hudak

Paul Raymond Hudak (* 15. Juli 1952 in Baltimore, Maryland; † 29. April 2015 in New Haven, Connecticut) war ein amerikanischer Informatikprofessor an der Yale University. Er war Mitentwickler der funktionalen Programmiersprache Haskell.

## Biografie
Paul Hudak erhielt 1973 den Bachelor-Abschluss in Elektrotechnik an der Vanderbilt University in Nashville, Tennessee. Im Jahr 1974 machte er den Master in Informatik am Massachusetts Institute of Technology (MIT). Danach arbeitete Hudak von 1974 bis 1979 bei der Watkins-Johnson Company und entwickelte Datenerfassungssysteme für das Verteidigungsministerium der Vereinigten Staaten. 1982 promovierte er im Fach Informatik und erhielt den Doktortitel an der University of Utah. Ab 1982 arbeitete er an der Yale University, wo Hudak von 1999 bis 2005 den Fachbereich Informatik leitete.
Paul Hudak hat zwei Töchter (Christina und Jennifer). Er war bis zu seinem Tod mit Cathy Van Dyke verheiratet und starb am 29. April 2015 nach langer und schwerer Erkrankung an Leukämie.

## Veröffentlichungen
- The Haskell School of Expression – Learning Functional Programming through Multimedia. Cambridge University Press, New York 2000, ISBN 978-052-164408-2
- The Haskell School of Music – From Signals to Symphonies. Version 2.4, New Haven 2012, (PDF; 2,4 MB)